# 秘密録音
秘密録音（ひみつろくおん）とは、会話当事者の一方が相手方に同意を得ず、何の断りもなく会話を録音し、またはその事実を知らせないことをいう（会話の一方の当事者が録音するという点で、会話の当事者ではない第三者が録音する盗聴とは区別される）。「無断録音」と呼ばれることもある。

## 概要
会話の内容で「言った」「言わなかった」の水掛け論になることがあるため、会話内容の証拠保全のために、秘密録音が行われることがある。
セクハラ裁判やパワハラ裁判においては、被害者を法で救済するために秘密録音が重要な証拠となる。また会社の側でも、従業員を不法行為から守るために秘密録音を行うことがある。

## 日本における法的位置づけ
秘密録音の違法性に関しては、最高裁判例においては「秘密録音は違法ではない」とされており、著しく反社会的な行為を用いない限りは、秘密録音は裁判における証拠能力を認められる。例えば、秘密録音自体や、秘密録音に際して誘導的な質問をすることも、判例においては著しく反社会的な行為とはされず、合法とされている。
近年ではスマートフォンの普及に伴い個人が会話を録音するケースは増えていて、読売新聞は就職活動での面接において「学生が面接官とのやり取りをスマートフォンで無断録音するケースが増えている」と紹介した。ただし、「秘密録音」自体は違法ではないものの、録音した音声をSNSなどで一般公開する場合、話した人や企業が特定できる場合には「名誉棄損」や「プライバシーの侵害」に当たる可能性がある。
法学者の学説においては「違法説」と「合法説」があるが、最高裁などの判例においては「合法」とされている。

### 学説
秘密録音は会話相手にとっては、自分が承知しないまま会話内容が部外者や不特定多数に知られることを容易にするという性格があることから、プライバシー侵害に該当し、公権力がそれを行うと憲法に規定された幸福追求権や人格権に反する違法行為であると指摘がなされることがある。一方で会話の内容を会話相手に委ねている以上は会話相手に対する信頼の誤算による危険は話者が負担すべきとして合法とする意見もある（秘密録音を避けるのであれば、会話前に会話相手から録音機器を念入りに探して録音機器がないことを確認しない限り重要な会話をしない方法、意思疎通では音を出さずに常に筆談や手話で行った後で筆談された書類を破棄する方法など、秘密録音への対策として手間をかかる措置を取るべきとする）。
日本の学説では秘密録音の適法性については、原則違法とはいえないとする無限定合法説と、原則として許されないとする原則違法説があり、さらに無限定合法説と原則違法説の中間説として「留保付合法説」と「利益衡量説」がある。
留保付合法説は会話当事者の秘密録音を原則として適法としつつも、一定の事情としては違法とする（違法とする一定の事情として、録音しない明示の約束がある場合、会話の内容や会話相手から判断して第三者への伝達等が考えられないことから会話が録音されない合理的期待が認められる場合、録音者が当初から会話内容の録音を悪用する目的で話を引き出した場合があげられている）。
利益衡量説は会話当事者の秘密録音を原則として違法としながらも、秘密録音をする正当な事由があって会話からプライバシーがそれほど出ないと解されるときに例外的に許されるとする。

### 判例
東京高裁昭和52年7月15日判決では、「著しく反社会的と認められるか否かを基準とすべき」とされた。この裁判では酒席において原告が被告に誘導的な質問をして、それを秘密録音したものを証拠としたが、誘導的な質問を「不知の間に録取」することは「著しく反社会的」とはされず、秘密録音が証拠として認められた。
千葉地裁平成3年3月29日判決では、千葉県収用委員会脅迫電話事件に絡んで警察が行った秘密録音に対して証拠能力が認められた。
相手の同意を得ることなしに行われた秘密録音の証拠能力に関しては、刑事訴訟について「たとえそれが相手方の同意を得ないで行われたものであっても、違法ではなく、その録音テープの証拠能力は否定されない」との最高裁平成12年7月12日判決がある。
東京高裁平成28年5月19日判決では、関東学院大学のセクハラ・パワハラ裁判において、原告側が大学のハラスメント委員会の会議内容を秘密録音した物が証拠として提出されたが、「ハラスメント委員会」という極めて保護性の高い、録音すべきではない審議内容を無断で録音することは極めて違法性が高いとされ、民事訴訟法第2条（信義則）違反として証拠能力を認められなかった。民事において「違法収集証拠」が排除された珍しい学校法人関東学院事件として、有名な判例である。なお、この事件は「録音時から約3年半後に録音体であるCD-ROM2枚の入った差出人の記載の無い封筒が原告に送られてきた」という経緯で証拠を提出した原告の主張のために実際の録音者が不明であることや「ハラスメント委員会の会議が行われた8日後にハラスメント委員長らとの面談内容を原告が秘密録音していた事実」から、東京高裁は録音の入手経緯に関する原告の供述について「唐突で不自然」「採用することができない」とし、また「本件録音体の無断録音についても原告の関与が疑われる」と判示されて秘密録音ではなく盗聴である可能性も否定されなかったものである。

### 秘密録音が禁止される例
「秘密録音」自体は合法とされていても、録音すること自体が法的に禁止された場所で秘密録音を行うことは違法である。例えば法廷内での録音には刑事訴訟規則第215条及び民事訴訟規則第77条に基づいて裁判所の許可が必要であるため、法廷内で秘密録音を行っていたことが発覚した場合、裁判所法71条2項（法廷警察権の行使）に基づいて録音の消去や退廷などを命じられる他、「法廷等の秩序維持に関する法律」に基づいて留置や過料などの刑罰を受ける場合がある。また、上述の学校法人関東学院事件の東京高裁（平成28年5月19日判決）の例における「ハラスメント委員会」の内容など、絶対に外部に漏らすべきではない会話の内容を秘密録音することも、民法第1条（信義則）に違反するとされ、極めて違法性の高い物とみなされる。そのため、裁判になった場合、違法性が高い手段を用いて行われた「秘密録音」自体の証拠能力も認められない場合がある。
一方、秘密録音が法的に禁止されていない場所で秘密録音を行った場合は、合法であるため、たとえ発覚した場合でも、秘密録音を行った録音者に対する罰則を課すことはできない。
使用者は業務命令によって労働者に「秘密録音」の禁止を命令することができ、それに従わない場合は就業規則違反（労働契約違反）として労働者に罰則を科すことが出来る場合がある。ただし、東京高裁（昭和52年7月15日判決）の判例から、録音相手の人格権を著しく反社会的な手段方法で侵害しない限りは、労働者による秘密録音は認められると考えられている。東京地裁の2016年の判例では、「秘密録音」を行った労働者に対して「労働者の自己防衛のための秘密録音」を認め、使用者が業務命令違反による解雇を行ったのは無効だとした。なお、パワハラ・セクハラを理由とする秘密録音を労働者が行う場合、そのような労働者を使用者が労働契約違反に問う以前に、そもそもパワハラ・セクハラなどの存在自体が労働契約法第5条（職場環境配慮義務）違反であるため、使用者は改善の義務がある。

### 警察による秘密録音
捜査機関が主導する秘密録音は刑事訴訟法も絡んでくる。原則違法説は秘密録音には裁判所の令状を必要とする立場であり、令状のない秘密録音は違法収集証拠排除法則から証拠から排除すべしとする。日本国内の過去の判例では捜査機関が主導する秘密録音は個人の法益と保護されるべき公共の利益との権衡などを考慮し、相当と認められる限度においてのみ、秘密録音を合法として証拠能力を認めている。誘拐事件等における脅迫電話では秘密録音がよく行われ、情報収集のために脅迫電話をかけた犯人の声を公開することがある。 
A・B間の会話の秘密録音には以下のものがある。
- AがBの同意を得ることなく録音する場合（当事者録音）
- 第三者がAだけの同意を得て録音する場合（同意盗聴）

### 企業による秘密録音
企業の対応ではクレームの対応等において水掛け論を避けるために裁判の証拠になるよう秘密録音をする場合がある。国民生活センター消費者苦情処理専門委員会小委員会は事業者が顧客からのクレームについて秘密録音する行為は個人情報保護法の適用という観点からは必ずしも個人情報の不正な取得（法17条）や利用目的の通知義務等（法18条）に直ちに違反するとは言えないが、事業者が顧客の信頼を確保する対応のあり方としては、書面による直接取得における利用目的の事前明示（法18条2項）に準じた取り扱いが望ましいとしている。

## 秘密録音の悪用と被害
2013年2月5日にNHKで放送された「クローズアップ現代」では、録音された会話を録音者に有利なように改竄して裁判所に証拠提出して秘密録音が悪用された事例や職場で秘密録音をした従業員の出現によって全従業員が疑心暗鬼となって従業員間のコミュニケーションが殆ど無くなってしまった事例が紹介された。

### 技法
裁判での証拠として録音をする際には、アナログテープで録音することが望ましい。アナログではダビングや長期の保存でマスターテープが経年劣化しやすい欠点こそあるが、裁判での証拠品では依然として高い証拠能力を有する。.wav形式や.mp3形式などのデジタル方式の録音では、ファイルをコピーしても音質は劣化しないがコンピュータで声紋を変更するといった編集が容易であるため、裁判で証拠として採用されない場合があるためである。
秘密録音において相手方が自分の名前を名乗らない場合、話者を特定できる別の会話の録音して相手方の声紋を取る必要がある。

## 秘密録音をした事件
- ニセ電話事件
- 東芝クレーマー事件
- 大阪府警警部補脅迫事件
- 目黒高校事件
- 明治学院大学事件
- 学校法人関東学院事件

## 関連書籍
- 井上正仁「強制捜査と任意捜査」（有斐閣）